# Dolo (Francia)
Dolo è un comune francese soppresso e località abitata del dipartimento delle Côtes-d'Armor nella regione della Bretagna. Dal 1º gennaio 2016 si è fuso con il comune di Jugon-les-Lacs per formare il nuovo comune di Jugon-les-Lacs - Commune nouvelle.

## Storia

### Simboli
Lo stemma comunale riprende il blasone della famiglia De Dolo del XIII secolo.

## Società

### Evoluzione demografica
Abitanti censiti